# Rombout Keldermans
Rombout Keldermans (* um 1460 in Mechelen; † 15. Dezember 1531 in Antwerpen) war ein Architekt und Bildhauer.
Keldermans war Stadtarchitekt in Mechelen und wurde 1516 von Kaiser Karl V. in den Adelsstand erhoben.

## Werke
Keldermans war an folgenden Objekten in Belgien und den Niederlanden beteiligt:
- Kathedrale Sint-Rombout in Mechelen
- Kirche Onze-Lieve-Vrouw-over-de-Dijle in Mechelen
- Rathaus von Zoutleeuw
- Kathedrale Onze-Lieve-Vrouwe in Antwerpen
- Kirche Sint-Catharina und das Gemeindehaus von Hoogstraten
- Rathaus von Gent
- Rathaus von Mechelen
- Palais der Margarete von Österreich in Mechelen
- Bürgerhaus De Lepelaer in Mechelen
- Haus des Bischofs in der Abtei in Tongerlo
- Rathaus Middelburg
- Kirche Onze-Lieve-Vrouw in Veere

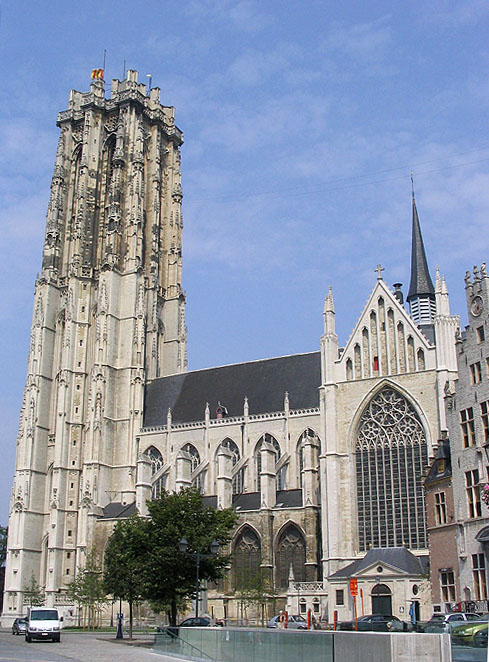
Kathedrale Sint-Rombout in Mechelen
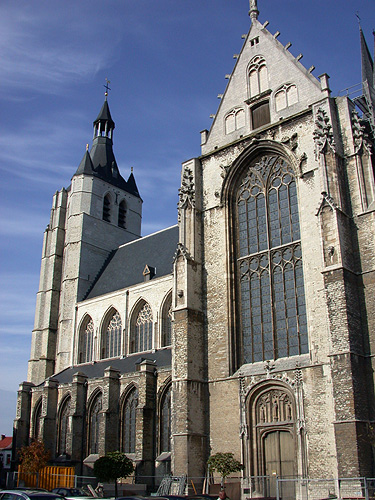
Kirche Onze-Lieve-Vrouw-over-de-Dijle in Mechelen
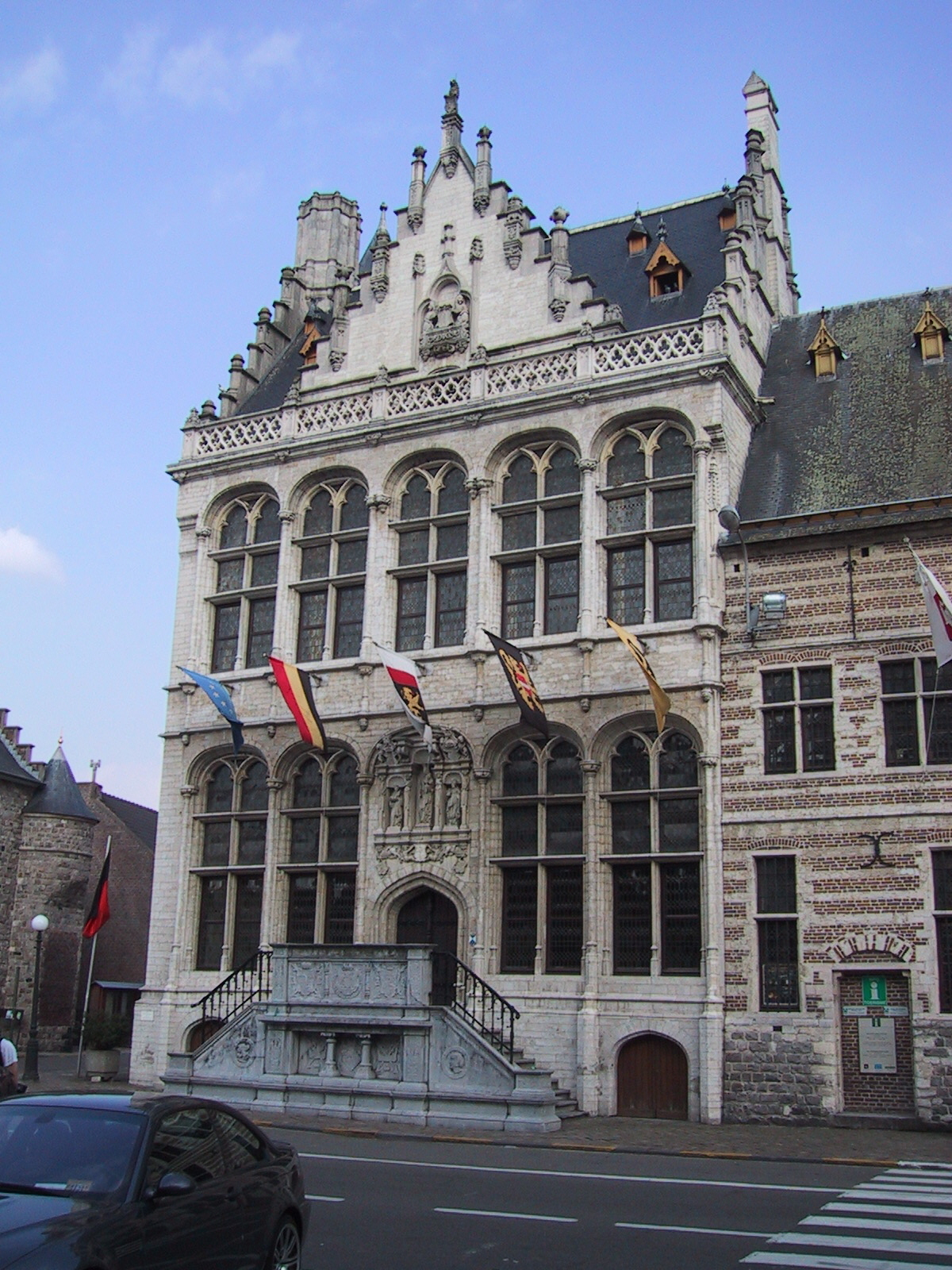
Rathaus von Zoutleeuw
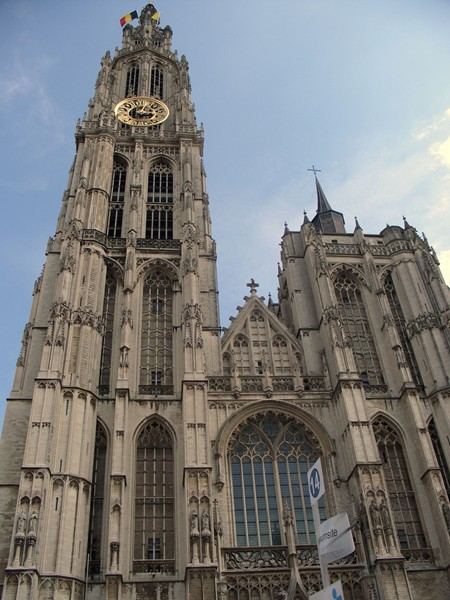
Kathedrale Onze-Lieve-Vrouwe in Antwerpen
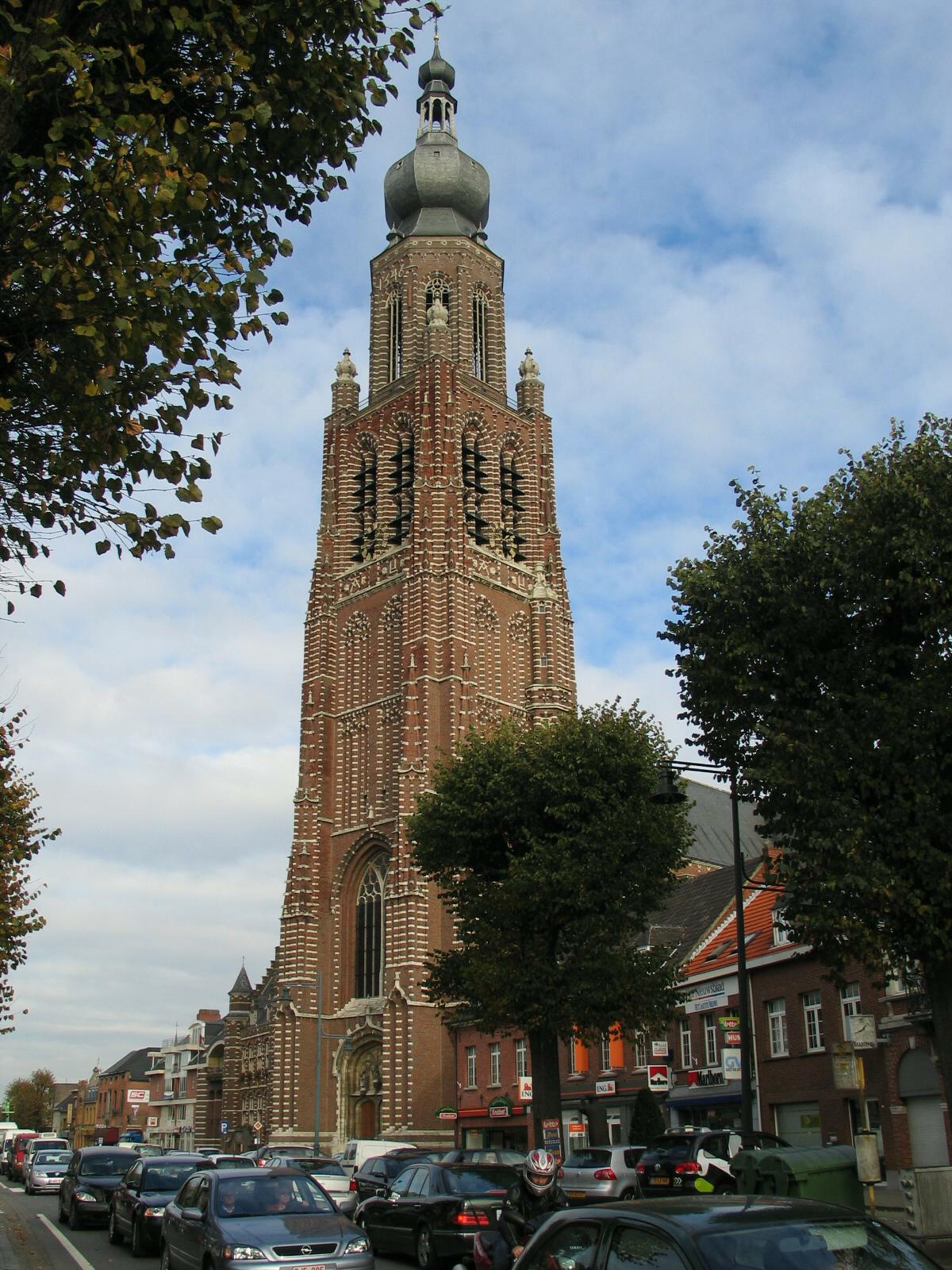
Kirche Sint-Catharina zu Hoogstraten
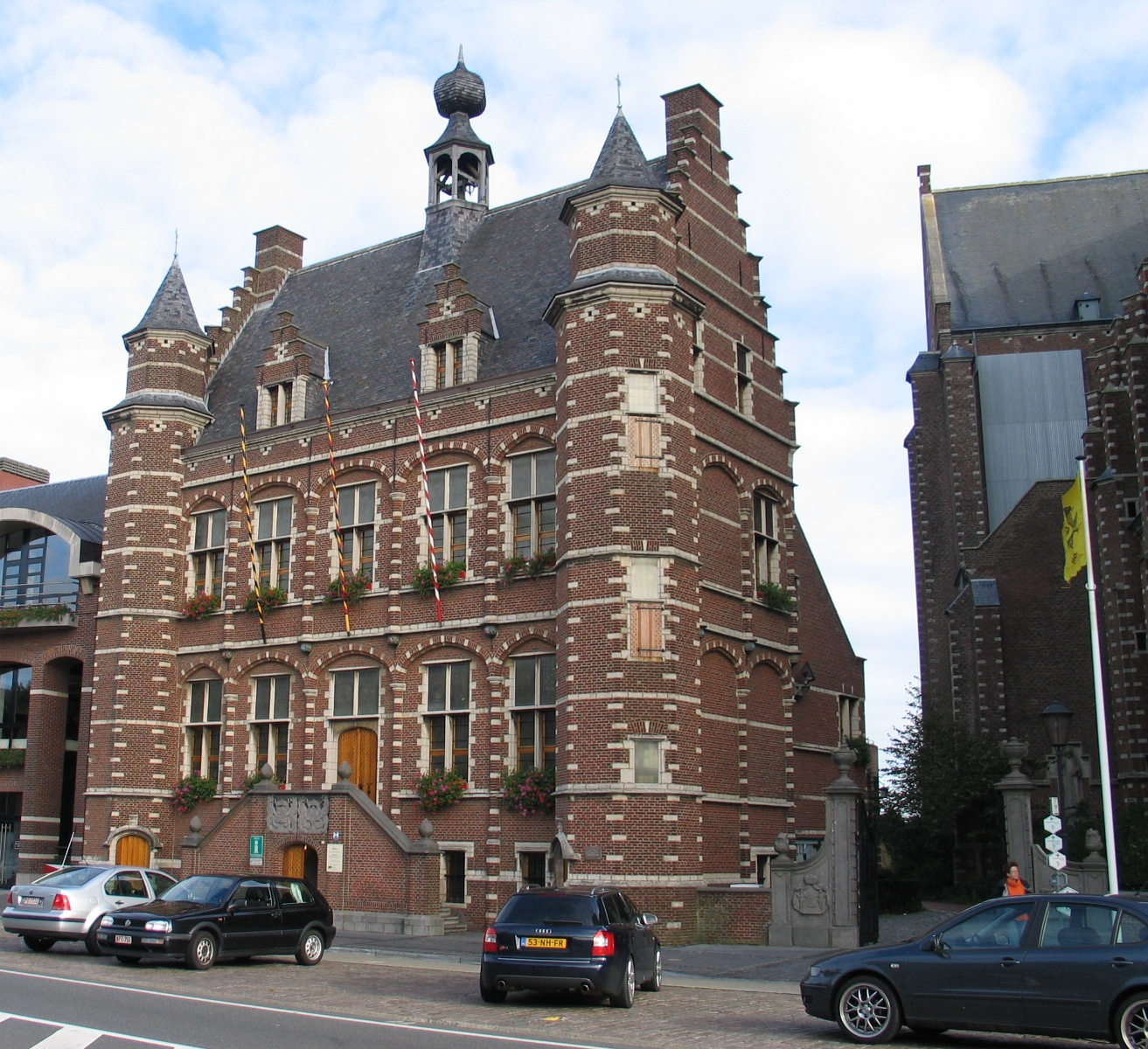
Gemeindehaus von Hoogstraten
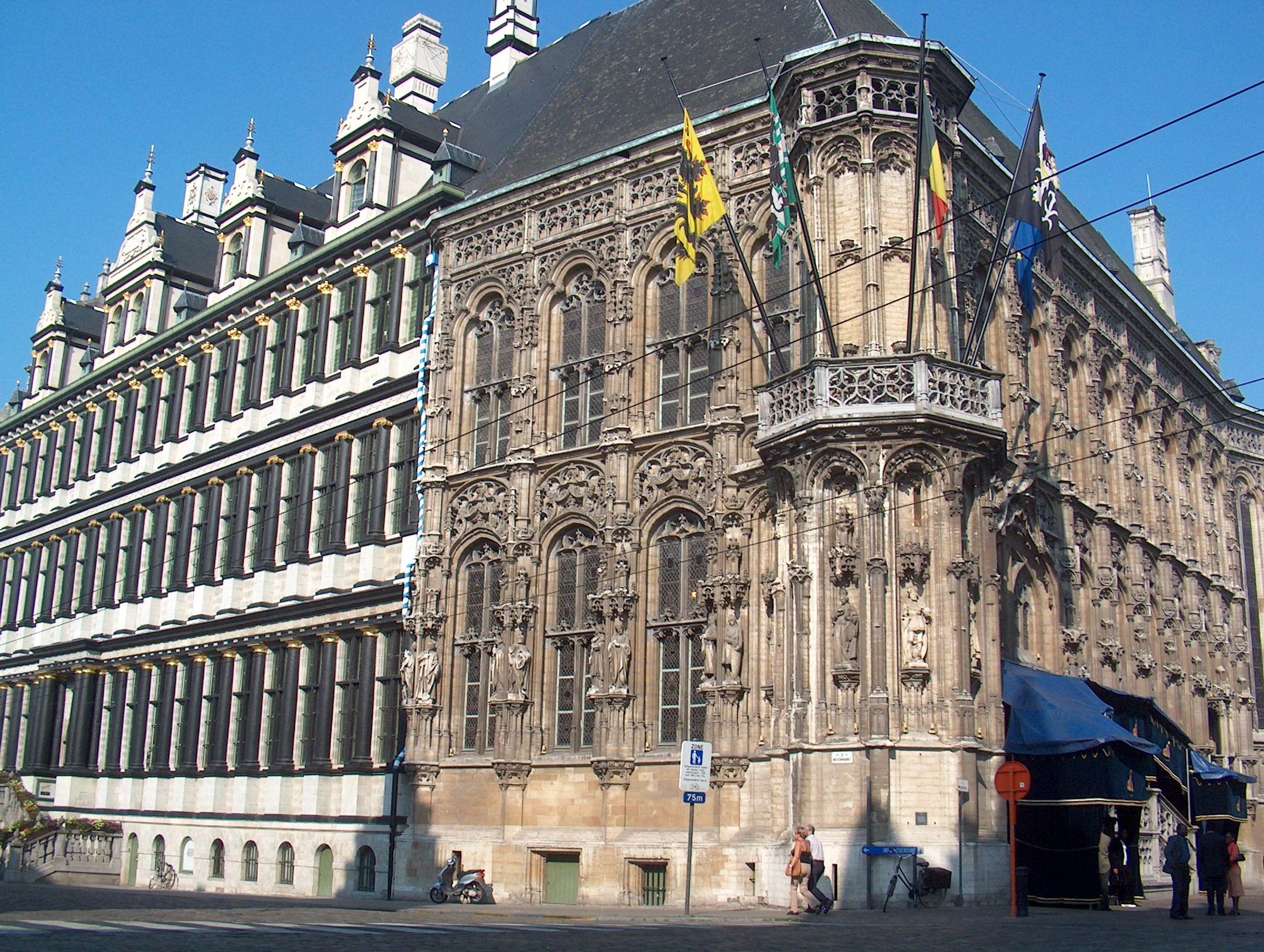
Rathaus von Gent
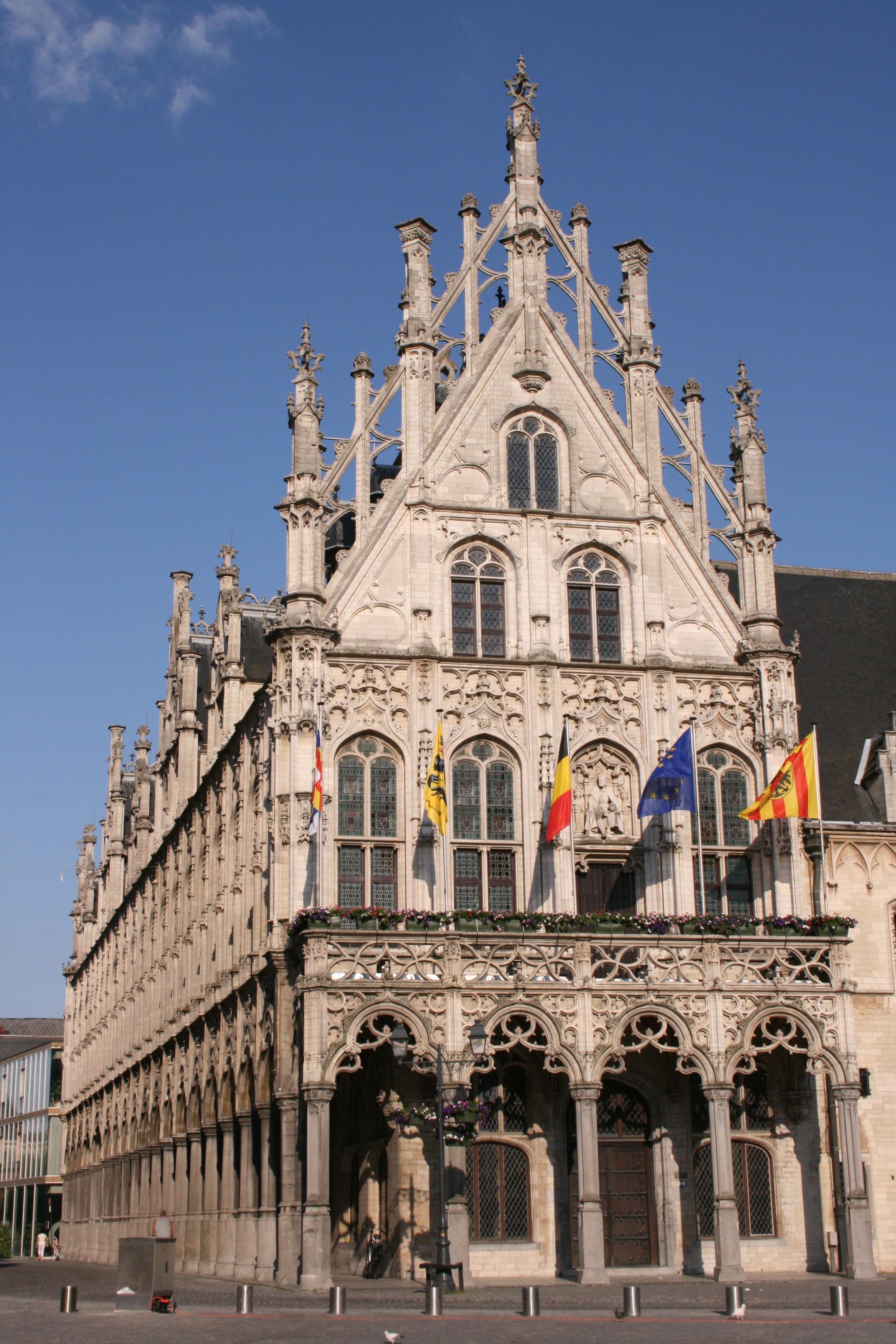
Rathaus von Mechelen
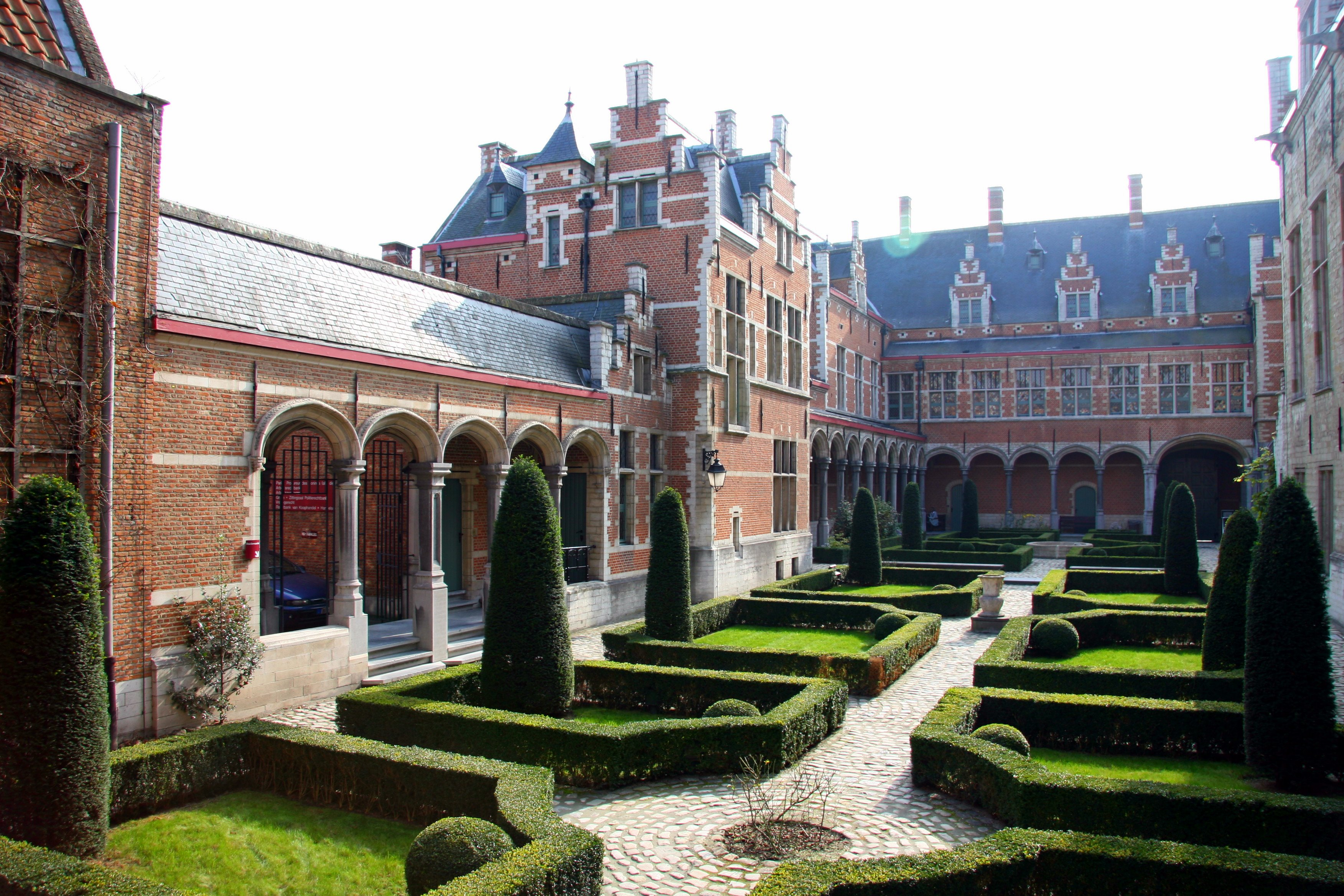
Palais der Margarete von Österreich in Mechelen
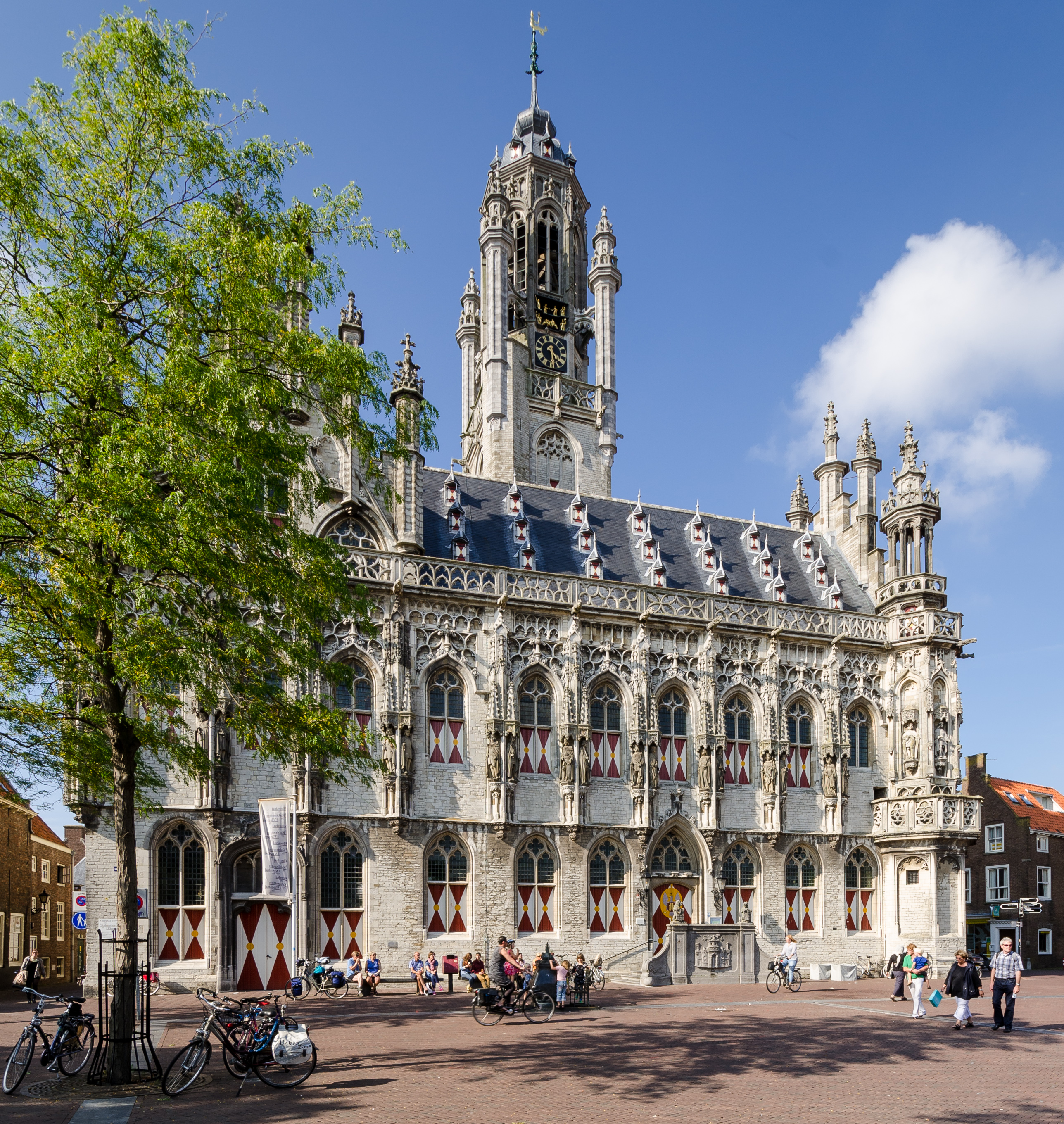
Rathaus Middelburg
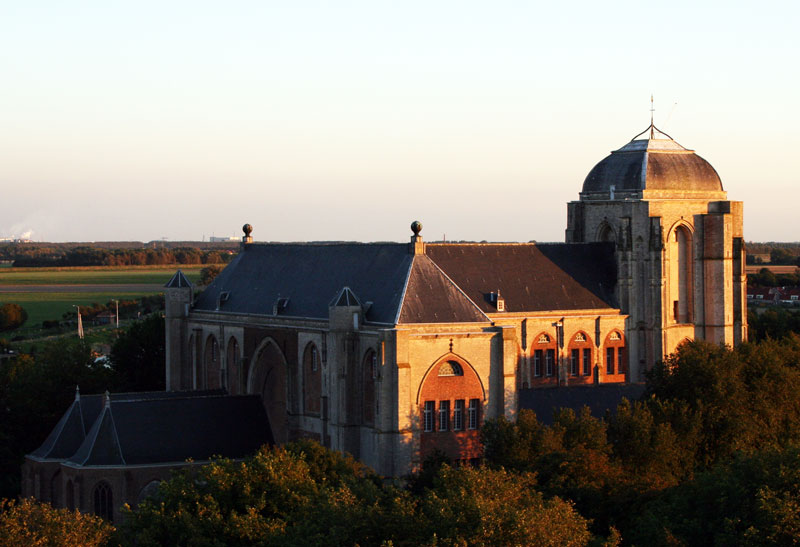
Kirche Onze-Lieve-Vrouw in Veere